# Diecezja Teheranu
Diecezja Teheranu – diecezja Apostolskiego Kościoła Ormiańskiego z siedzibą w Teheranie w Iranie.
Biskupem diecezji jest Sepuh Sarkisjan (2022).